# Phil Collen
Phil Collen, född 8 december 1957, är en brittisk musiker, känd som en av gitarristerna i hårdrocksbandet Def Leppard. Han anslöt till bandet 1982 som ersättare för sparkade Pete Willis.